# Sibirspindelskinn
Sibirspindelskinn (Athelia sibirica) är en svampart som först beskrevs av Jülich, och fick sitt nu gällande namn av J. Erikss. & Ryvarden 1973. Sibirspindelskinn ingår i släktet Athelia och familjen Atheliaceae.  Arten är reproducerande i Sverige. Inga underarter finns listade i Catalogue of Life.